# Meadowcroft Rockshelter
Meadowcroft Rockshelter è un sito archeologico situato vicino Avella a Washington County, nel sud ovest della Pennsylvania, Stati Uniti d'America. Il sito, un riparo roccioso in una scogliera che domina Cross Creek (un affluente del fiume Ohio), si trova a circa 58 km (36 miglia) a ovest-sud-ovest di Pittsburgh. Il sito, posto tra un museo e un villaggio del XVIII secolo, è gestito dalla Heinz History Center. I manufatti dal sito evidenziano che l'area è stata continuamente abitata per 16000 anni.
È stato recentemente designato come sito pubblico di interesse storico dal Washington County History & Landmarks Foundation.

## Etimologia
Meadowcroft prende il nome dal vicino villaggio Meadowcroft, oggi anche parco storico. Anche se a volte è indicato come "Meadowcroft Rock Shelter", il termine più popolare è "Meadowcroft Rockshelter".
A seguito della costruzione di una nuova piattaforma di osservazione e di custodia, il Rockshelter è stato recentemente riaperto al pubblico il 10 maggio 2008.

## Sito
La stessa Rockshelter è una formazione naturale di arenaria posta sotto una rupe a strapiombo. Meadowcroft è nel Plateau Allegheny, a nord ovest del bacino Appalachiano.
Il sito è stato immesso nel Registro Nazionale dei luoghi storici nel 1978 e riconosciuto e tutelato come luogo pubblico di interesse storico nel 2005.

## Reperti archeologici
I primi manufatti Meadowcroft sono stati scoperti da Albert Miller nel 1955 all'interno di una tana di una marmotta. Miller stesso segnalò molto più tardi questo ritrovamento, fino a quando non contattò James M. Adovasio, oggi direttore dell'Istituto Archeologico Mercyhurst. Il sito è stato scavato dal 1973 al 1978 da un team archeologico dell'Università di Pittsburgh guidato da Adovasio. Le successive datazioni al radiocarbonio sui materiali ritrovati confermarono che l'occupazione del sito ebbe inizio 16.000 anni fa e forse addirittura già 19.000 anni fa. La datazione esatta è tuttora ancora oggetto di controversia, anche se per molti archeologi è abbastanza pacifico che il sito Meadowcroft fu utilizzato in una epoca sicuramente pre-Clovis, e, come tale, fornisce una prova molto convincente per un popolamento primordiale del continente americano. Infatti, se la datazione di 19.000 anni fa dovesse essere corretta, Meadowcroft Rockshelter dovrebbe essere, fatta eccezione per il controverso sito di Topper, la seconda più antica cultura umana in America del Nord dopo Cactus Hill.
Meadowcroft Rockshelter contiene anche reperti risalenti ai successivi periodi arcaico e Paleoindiano del nordamerica. I Paleoindiani che lo popolavano erano principalmente cacciatori di animali di grossa taglia, attualmente estinti nell'area nordamericana (come il cavallo).In totale, sono stati ritrovati resti di animali appartenenti a 149 specie diverse. L'evidenza mostra che i nativi cacciavano anche capi di selvaggina più piccoli così come raccoglievano anche varie piante selvatiche, come il mais, zucca, frutta, noci e semi.
Il sito di Meadowcroft rock shelter contiene però principalmente reperti pre-Clovis. I resti sono stati ritrovati in una profondità di circa 3,5 metri. Nel sito sono stati ritrovati anche molti strumenti, tra cui ceramiche (probabilmente di epoche successive), bifacciali, frammenti bifacciali, lame litiche, una punta simile a quelle Clovis, e vari detriti ricavati da operazioni di scheggiatura. Notevoli ritrovamenti sono anche le tipiche punte scanalate, che sono un chiaro indicatore del periodo Paleoindiano. Questa è un'ulteriore prova che supporta le ipotesi di Adovasio. Almeno un bacino a forma di cuore fu riutilizzato nel tempo.
Inoltre, il sito ha prodotto la più grande collezione di reperti fossili di flora e fauna mai recuperata nella parte orientale del Nord America.
L'ambiente arido trovato alla Meadowcroft Rockshelter ha fornito quindi quelle necessarie e rare condizioni che permisero un'ottima conservazione dei fossili botanici. I metodi di scavo che vennero utilizzati in Meadowcroft costituiscono tuttora un modello esemplare, e per questo che Meadowcroft Rockshelter è attualmente considerato come uno dei siti più accuratamente scavati nel Nord America.

## Storia degli Stati Uniti d'America
| Cultura Precedente: Cactus Hill 15000 a.C. c.a. 14000 a.C. c.a. | Cultura corrente: Meadowcroft Rockshelter 14000 a.C. c.a. 11500 a.C. c.a. | Cultura seguente: Clovis 11500 a.C. c.a. 10000 a.C. c.a. |